# اعماق ویکی‌پدیا
اعماق ویکی‌پدیا یا دپثس آو ویکی‌پدیا (به انگلیسی: Depths of Wikipedia) حساب کاربری‌ای در اینستاگرام، توئیتر و تیک‌تاک است که مقالات عجیب، مبهم و جالب از دانشنامهٔ آنلاین ویکی‌پدیا را برجسته می‌کند. این حساب کاربری را که در سال ۲۰۲۰ آنی راوردا، دانشجوی دانشگاه میشیگان در اینستاگرام ایجاد کرد، گزیده‌هایی از مقالات مختلف ویکی‌پدیای انگلیسی را در مورد موضوعات طنز یا پوچ به اشتراک می‌گذارد.
راوردا علاوه بر این، میزبان یک کارگاه ویرایش ویکی‌پدیا و نمایش‌های کمدی زنده در ارتباط با اعماق ویکی‌پدیا بوده‌است.

## ایجاد

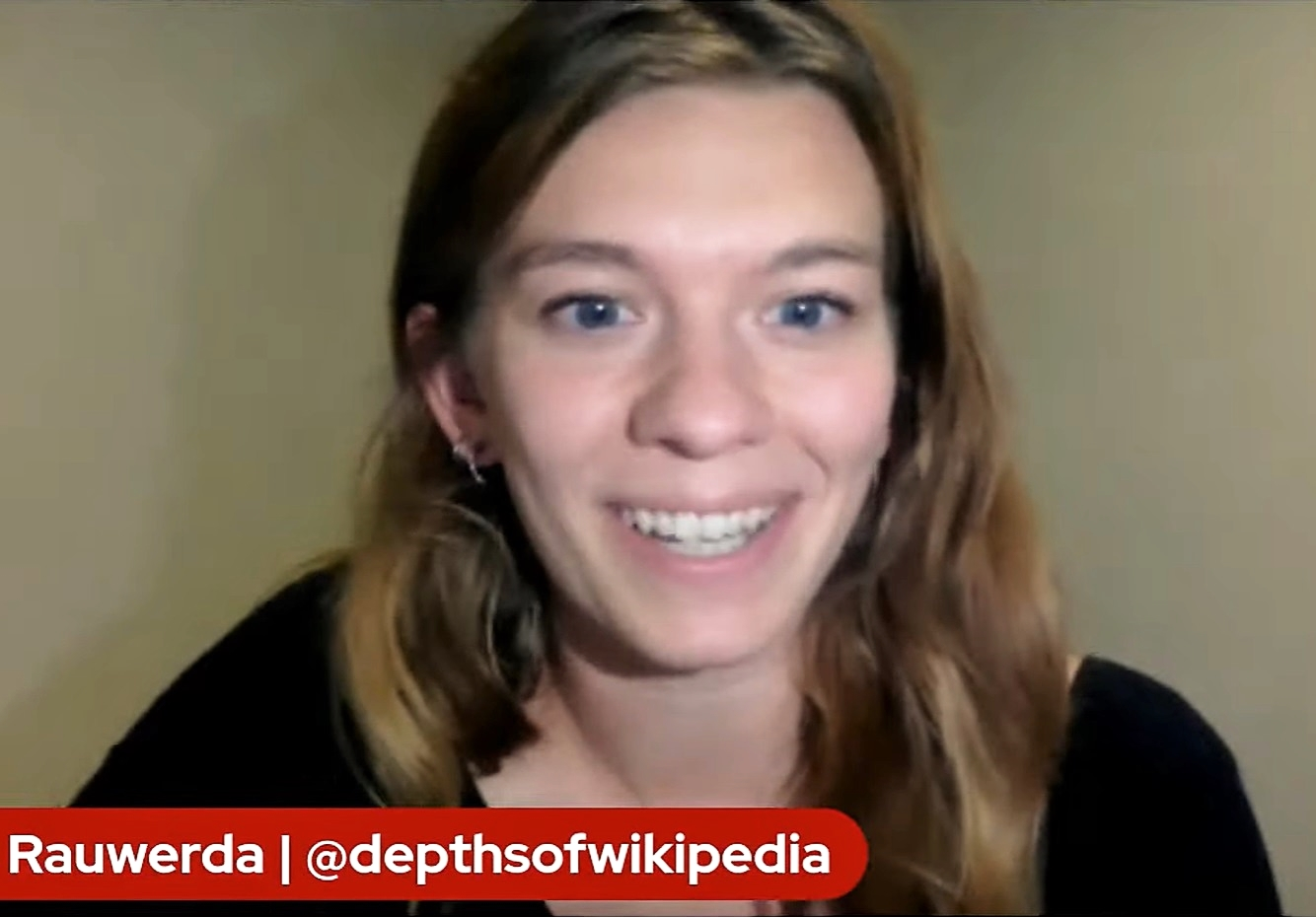
آنی راووردا در جامعهٔ ویکی‌پدیا در سال ۲۰۲۱

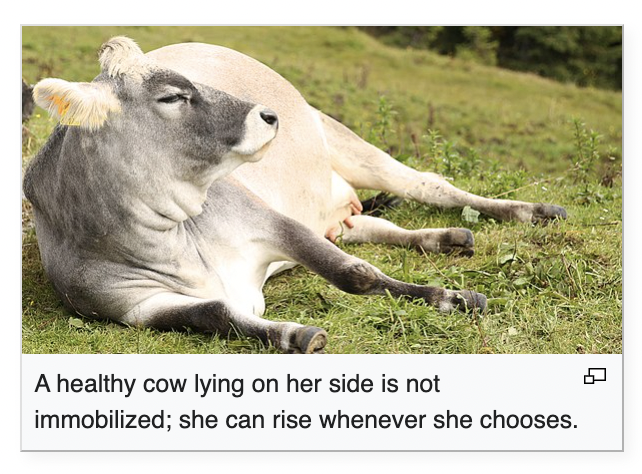
راوردا این تصویر و شرح آن را که از مقاله‌ای در مورد چپه‌کردن گاو گرفته شده‌است، به عنوان منبع الهام اعماق ویکی‌پدیا ذکر کرده‌است.

آنی راوردا این حساب کاربری را در آوریل ۲۰۲۰ ایجاد کرد. او این حساب را به‌عنوان یک پروژهٔ شخصی در ابتدای دنیاگیری کووید-۱۹ ساخته بود، و قصد داشت حقایق عجیب، شگفت‌انگیز و جالب را از ویکی‌پدیای انگلیسی به اشتراک بگذارد. به گفتهٔ راوردا، این پروژه از مجموعه‌ای از گزیده‌هایی از ویکی‌پدیا که او برای مجلهٔ یکی از دوستانش ساخته بود و از عکسی از مقاله ویکی‌پدیا در مورد چپه‌کردن گاو الهام گرفته شد. او قبل از شروع پروژه به ویکی‌پدیا علاقه‌مند بود و زمانی را صرف خواندن دانشنامهٔ آنلاین در کودکی و ویکی‌پدیا با دوستانش در دوران راهنمایی و دبیرستان می‌کرد. جلب توجه اولیه، آن زمان بود که راوردا تصویری از یک نسخهٔ قدیمی از یک صفحهٔ ویکی‌پدیا را پست کرد که بیان می‌کرد شغل کارولین کالووی شخصیت مشهور اینترنتی «هیچ چیز» است. پس از تماس کالووی، راووردا عذرخواهی کرد و کالووی متعاقباً اکانت را با فالوورهای خود به اشتراک گذاشت که منجر به رشد سریع شد.
به دنبال افزایش فالوورهای حساب اینستاگرام خود، راووردا حساب‌های تیک‌تاک و توئیتر با همین نام ایجاد کرد، و خبرنامه‌ای راه‌اندازی کرد که صفحات غیرمعمول ویکی‌پدیا را با جزئیات بیشتر پوشش می‌داد.

## فعالیت
اعماق ویکی‌پدیا مقالاتی را در مورد موضوعاتی مثل فهرست پاپ‌های از نظر جنسی فعال برجسته کرده‌است. به گفتهٔ راوردا، او اغلب مقالات ارسالی ویکی‌پدیا را برای نمایش دریافت می‌کند، اما در انتخاب این‌که کدام پست را ارسال کند، سخت‌گیری می‌کند. در اکتبر ۲۰۲۱، او اظهار داشت که «احتمالاً ۳۰ تا ۵۰ ارسال کاربری در روز دارد». راووردا از فراگیر بودن حساب خود برای افزایش آگاهی از ویرایش ویکی‌پدیا از طریق کارگاه ویرایش ویکی‌پدیا در ژانویهٔ ۲۰۲۱ استفاده کرده‌است، که ۱۰۷ ویرایشگر را جذب کرد و منجر به ویرایش‌هایی شد که در آن ماه، بیش از ۵۰۰,۰۰۰ بار دیده شد. او یک ویرایشگر ویکی‌پدیا است. او همچنین میزبان برنامه‌های کمدی زنده بر اساس مطالب عجیب ویکی‌پدیا بوده‌است.

## بازخورد
از فالوورهای قابل توجه اعماق ویکی‌پدیا می‌توان به نیل گیمن، جان مایر، تروی سیوان و اولیویا وایلد اشاره کرد.
به گفتهٔ هدر وودز، استاد بلاغت و فناوری در دانشگاه ایالتی کانزاس، اعماق ویکی‌پدیا با «ارائهٔ نکات ورودی جذاب – یا گاهی به طرز خنده‌دار غیرجذابی – به فرهنگ اینترنتی، احساس کوچک بودن به اینترنت می‌دهد». زاکاری مک‌کون، مدیر بنیاد ویکی‌مدیا، که ویکی‌پدیا را اداره می‌کند، این حساب را به‌عنوان «مکانی که ویکی‌پدیا در آن زنده می‌شود، مانند گردشی پس از ساعت کاری از بهترین‌های ویکی‌پدیا» توصیف کرد.